# Corps expéditionnaire néo-zélandais

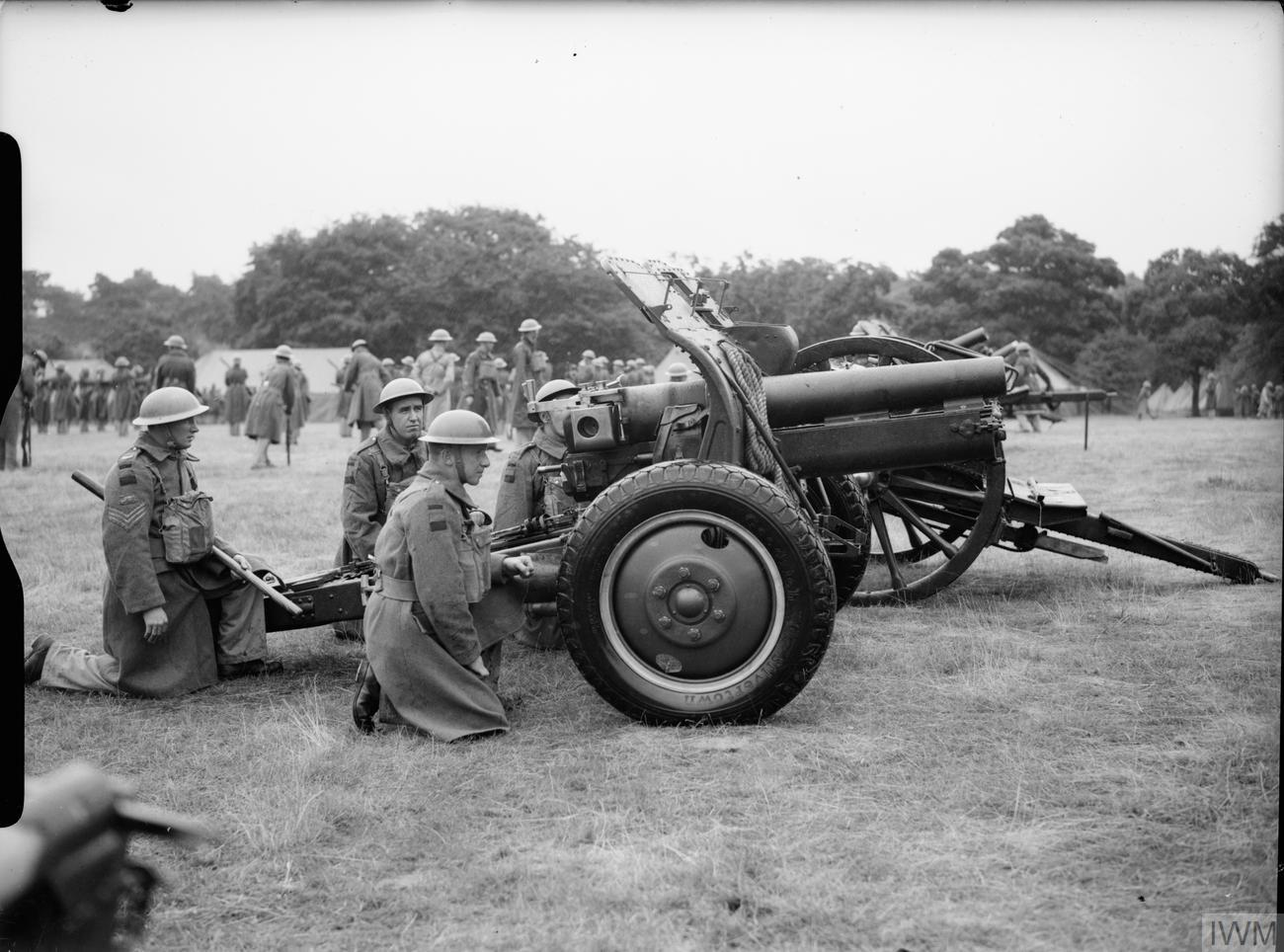
Obusier de 4.5-inch utilisé par le Corps expéditionnaire néo-zélandais lors d'une inspection par le roi George VI à Burley, en Angleterre, lors de la Seconde Guerre mondiale.

Le Corps expéditionnaire néo-zélandais (en  anglais : New Zealand Expeditionary Force, NZEF) est le nom donné aux forces militaires envoyées par la Nouvelle-Zélande pour combattre aux côtés d'autres troupes de l'Empire britannique et du Dominion pendant la Première Guerre mondiale (1914-1918) et la Seconde Guerre mondiale (1939-1945).
Pour distinguer les époques, le NZEF de la Première Guerre mondiale est connu sous le nom de premier corps expéditionnaire néo-zélandais (First New Zealand Expeditionary Force), tandis que le NZEF de la Seconde Guerre mondiale est connu sous le nom de Second corps expéditionnaire néo-zélandais (Second New Zealand Expeditionary Force, 2NZEF).